# 豊田市立築羽小学校
豊田市立築羽小学校（とよたしりつ つくばしょうがっこう）は、かつて愛知県豊田市旭八幡町にあった公立小学校。

## 概要
- 槇本町、小畑町、坪崎町、日下部町、伯母沢町、旭八幡町、伊熊町、惣田町が校区であった。旧・東加茂郡旭町（旧・築羽村）の小学校であった。
- 2012年に豊田市立敷島小学校に統合され廃校。廃校時の児童数は11名であった。
- 校舎は改修され、地域拠点施設「つくラッセル」として使用されている[1][2]。

## 沿革
- 1874年（明治7年）7月 - 明月清風校から分離し、惣田村に明川学校として開校。津島神社[注釈 1]を仮校舎とする。
- 1879年（明治12年） - 明川村の薬師堂を仮校舎とする。
- 1880年（明治13年） - 惣田村に移る。築羽学校に改称する。
- 1883年（明治16年）11月 - 槙本村（現在地）に校舎を新築し、移転する。
- 1887年（明治20年） - 尋常小学槇本学校に改称する。
- 1889年（明治22年）10月1日 - 槙本村、小畑村、坪崎村、日下部村、伯母沢村、八幡村、伊熊村、惣田村が合併し、築羽村が発足。
- 1890年（明治23年）4月 - 築羽尋常小学校に改称する。
- 1893年（明治26年）4月 - 高等科を設置し、築羽尋常高等小学校に改称する。
- 1906年（明治39年）5月1日 - 築羽村、生駒村、介木村、野見村と合併し、旭村が発足する。
- 1919年（大正8年）2月 - 実業補習学校を併設する。
- 1920年（大正9年）3月 - 校舎を新築する。
- 1935年（昭和10年）9月 - 校舎を新築する。
- 1941年（昭和16年）4月1日 - 旭村立築羽国民学校に改称する。
- 1947年（昭和22年）4月1日 - 旭村立築羽小学校に改称する。旭村立旭中学校築羽分教場（1・2年生が通学）を併設する。
- 1948年（昭和23年）9月 - 旭中学校築羽分教場を廃止する。
- 1967年（昭和42年）4月1日 - 旭村が町制施行し、旭町が発足。同時に旭町立築羽小学校に改称する。
- 1969年（昭和44年）4月 - 体育館が完成する。
- 1970年（昭和45年）9月 - 新校舎（鉄筋コンクリート造3階建）が完成する。
- 1974年（昭和49年）3月 - プールが完成する。
- 2005年（平成17年）4月1日 - 旭町が豊田市に編入される。同時に豊田市立築羽小学校に改称する。
- 2012年（平成24年）
  - 3月25日 - 閉校式典を行う。
  - 3月31日 - 豊田市立敷島小学校に統合され廃校。